# Структурная индукция
Структурная индукция — конструктивный метод математического доказательства, обобщающий математическую индукцию (применяемую над натуральным рядом) на произвольные рекурсивно определённые частично упорядоченные совокупности. Структурная рекурсия — реализация структурной индукции в форме определения, процедуры доказательства или программы, обеспечивающая индукционный переход над частично упорядоченной совокупностью.
Изначально метод использовался в математической логике, также нашёл применение в теории графов, комбинаторике, общей алгебре, математической лингвистике, но наибольшее распространение как самостоятельно изучаемый метод получил в теоретической информатике, где применяется в вопросах семантики языков программирования, формальной верификации, вычислительной сложности, функционального программирования.
В отличие от нётеровой индукции — наиболее общей формы математической индукции, применяемой над произвольными фундированными множествами, — в понятии о структурной индукции подразумевается конструктивный характер, вычислительная реализация. При этом фундированность совокупности — свойство, необходимое для рекурсивной определяемости, таким образом, структурную рекурсию можно считать частным вариантом нётеровой индукции.

## История
Использование метода встречается по крайней мере с 1950-х годов, в частности, в доказательстве теоремы Лося об ультрапроизведениях применяется индукция по построению формулы, при этом сам метод особым образом явно не назывался. В те же годы метод применялся в теории моделей для доказательств над цепями моделей, считается, что появление термина «структурная индукция» связано именно с этими доказательствами. Карри поделил все виды применения индукции в математике на два типа — дедуктивную индукцию и структурную индукцию, классическую индукцию над натуральными числами считая подтипом последней.
С другой стороны, не позднее начала 1950-х годов метод трансфинитной индукции уже распространялся на произвольные частично упорядоченные множества, удовлетворяющие условию обрыва возрастающих цепей (что эквивалентно фундированности), в то же время Генкин отсылал к возможности индукции «в некоторых типах частично-упорядоченных систем». В 1960-е годы метод закрепился под наименованием нётеровой индукции (по аналогии с нётеровым кольцом, в котором выполнено условие обрыва возрастающих цепей идеалов).
Явное определение структурной индукции, ссылающееся как на рекурсивную определимость, так и на нётерову индукцию, дано Бёрстоллом (англ. Rod Burstall) в конце 1960-х годов, и в литературе по информатике именно к нему относят введение метода.
В дальнейшем в информатике возникло несколько направлений, основывающихся на структурной индукции как базовом принципе, в частности, таковы структурная операционная семантика языков программирования Плоткина (англ. Gordon Plotkin), серия индуктивных методов формальной верификации, структурно-рекурсивный язык запросов UnQL. В 1990-е годы в теоретической информатике получил распространение метод коиндукции, применяемый над нефундированными (как правило, бесконечными) структурами и считающийся двойственным структурной индукции.
В связи с широким применением в теоретической информатике и немногочисленностью упоминаний в математической литературе, по состоянию на 2010-е годы считается, что выделение структурной индукции как особого метода в большей степени характерно для информатики, нежели для математики.

## Определение
Наиболее общее определение вводится для класса структур {\displaystyle {\mathfrak {S}}} (без уточнения природы структур {\displaystyle S\in {\mathfrak {S}}}) с отношением частичного порядка между структурами {\displaystyle \sqsubseteq }, с условием минимального элемента {\displaystyle S_{0}} в {\displaystyle {\mathfrak {S}}} и условием наличия для каждой {\displaystyle S\in {\mathfrak {S}}} вполне упорядоченной совокупности из всех строго предшествующих ей структур: {\displaystyle \triangledown S=\{T\in {\mathfrak {S}}\mid T\sqsubset S\}}. Принцип структурной индукции в этом случае формулируется следующим образом: если выполнение свойства {\displaystyle P} для {\displaystyle {\mathfrak {S}}} следует из выполнения свойства для всех строго предшествующих ей структур, то свойство выполнено и для всех структур класса; символически (в обозначениях систем натурального вывода):
{\displaystyle {\frac {\forall T\in \triangledown S:P(T)\Rightarrow P(S)}{\forall S\in {\mathfrak {S}}:P(S)}}}.
Рекурсивность в этом определении реализуется совокупностью вложенных структур: как только есть способ определять выводить свойства структуры исходя из свойств всех предшествующих ей, можно говорить о рекурсивной определимости структуры.
В литературе по информатике распространена и другая форма определения структурной индукции, ориентированная на рекурсию по построению, в ней {\displaystyle {\mathfrak {S}}} рассматривается как класс объектов, определённых над некоторым множеством атомарных элементов {\displaystyle {\mathcal {A}}\in {\mathfrak {S}}} и набором операций {\displaystyle \left\{{\mathcal {o}}_{i}:{\mathfrak {S}}^{k_{i}}\to {\mathfrak {S}}\right\}}, при этом каждый объект {\displaystyle S\in {\mathfrak {S}}} — результат последовательного применения операций к атомарным элементам. В этой формулировке принцип утверждает, что свойство {\displaystyle P} выполняется для всех объектов {\displaystyle S\in {\mathfrak {S}}}, как только имеет место для всех атомарных элементов и для каждой операции {\displaystyle {\mathcal {o}}_{i}} из выполнения свойства для элементов {\displaystyle S_{1},\dots ,S_{i_{k}}} следует выполнение свойства для {\displaystyle {\mathcal {o}}_{i}(S_{1},\dots ,S_{i_{k}})}:
{\displaystyle {\frac {\forall A\in {\mathcal {A}}:P(A),\,\forall i:(P(S_{1}),\dots P(S_{i_{k}}\Rightarrow P({\mathcal {o}}_{i}(S_{1},\dots ,S_{i_{k}}))}{\forall S\in {\mathfrak {S}}:P(S)}}}.
Роль отношения частичного порядка {\displaystyle \sqsubseteq } из общего определения здесь играет отношение включения по построению: {\displaystyle \forall _{j=1\dots i_{k}}S_{j}\sqsubseteq {\mathcal {o}}_{i}(S_{1},\dots ,S_{i_{k}})}.

## Примеры
Введение принципа в информатику мотивировалось рекурсивным характером таких структур данных, как списки и деревья. Первый пример над списком, приводимый Бёрстоллом — утверждение о свойствах свёртки списков {\displaystyle \circledast } с элементами типа {\displaystyle T} двухместной функцией {\displaystyle \ast :T^{2}\to T} и начальным элементом свёртки {\displaystyle t\in T} в связи с конкатенацией списков {\displaystyle \shortparallel }:
{\displaystyle (S_{1}\shortparallel S_{2})\circledast t=S_{1}\circledast (S_{2}\circledast t)}.
Структурная индукция в доказательстве этого утверждения ведётся от пустых списков — если {\displaystyle S_{1}=\bot }, то:
левая часть, по определению конкатенации: {\displaystyle (\bot \shortparallel S_{2})\circledast t=S_{2}\circledast t},
правая часть, по определению свёртки: {\displaystyle \bot \circledast (S_{2}\circledast t)=S_{2}\circledast t}
и в случае, если список непуст, и начинается элементом {\displaystyle x}, то:
левая часть, по определениям конкатенации и свёртки: {\displaystyle ((x::S_{1})\shortparallel S_{2})\circledast t=x\ast ((S_{1}\shortparallel S_{2})\circledast t)},
правая часть, по определению свёртки и предположению индукции: {\displaystyle (x::S_{1})\circledast (S_{2}\circledast t)=x\ast ((S_{1}\shortparallel S_{2})\circledast t)}.
Предположение индукции основывается на истинности утверждения для {\displaystyle S_{1}} и включении {\displaystyle S_{1}\sqsubseteq x::S_{1}}.
В теории графов структурная индукция часто применяется для доказательств утверждений о многодольных графах (с использованием перехода от {\displaystyle (k-1)}-дольных к {\displaystyle k}-дольным), в теоремах об амальгамировании графов, свойств деревьев и лесов. Другие структуры в математике, для которых применяется структурная индукция — перестановки, матрицы и их тензорные произведения, конструкции из геометрических фигур в комбинаторной геометрии.
Типичное применение в математической логике и универсальной алгебре — структурная индукция по построению формул из атомарных термов, например, показывается, что выполнение требуемого свойства {\displaystyle P} для термов {\displaystyle A} и {\displaystyle B} влечёт {\displaystyle P(A\vee B)}, {\displaystyle P(A\wedge B)}, {\displaystyle P(\lnot A)} и так далее. Также по построению формул работают многие структурно-индуктивные доказательства в теории автоматов, математической лингвистике; для доказательства синтаксической корректности компьютерных программ широко используется структурная индукция по БНФ-определению языка (иногда даже выделяется в отдельный подтип — БНФ-индукция).